# Sabine Plessner
Sabine Plessner (* vor 1969) ist eine ehemalige deutsche Schauspielerin, Synchronsprecherin und Dialogbuchautorin.

## Karriere
Sabine Plessners Auftritte als Schauspielerin vor der Kamera sind selten. Einzig belegt ist bisher ihr Auftritt in der deutschen Filmkomödie Wer weint denn schon im Freudenhaus (1969), wo sie als Elfi zu sehen war. In weiteren leichten Komödien deutscher Regisseure, wie Schüler-Report (1971), Kompanie der Knallköppe (1971), Laß jucken, Kumpel 2. Teil – Das Bullenkloster (1973) und Sunshine Reggae auf Ibiza (1983) synchronisierte Plessner häufig deutschsprachige Kolleginnen neu. Sie erfüllte dabei zumeist das stimmliche Rollenbild der naiven jungen Schönheit.
Im Bereich der Film- und Fernsehsynchronisation begann Plessner ebenfalls Ende der 60er Jahre intensiv zu arbeiten. Durch ihre helle, teils mädchenhafte Stimme wurde sie als bereits erwachsene Sprecherin noch häufig auf Kinder besetzt. So sprach sie Tommi (Pär Sundberg) in der Fernsehserie Pippi Langstrumpf (1969–1971), war als erste deutsche Stimme der Mary Ingalls (Melissa Sue Anderson) in Unsere kleine Farm (1974–1983) zu hören und in verschiedenen Kinderrollen in der erfolgreichen Fernsehserie Ich, Claudius, Kaiser und Gott (1976). Plessner war zudem Teil der Sprecherriege um Eberhard Storeck, der sie in diversen Rollen in Wickie und die starken Männer (1974–1975) ebenso besetzte, wie als Mokey Fraggle in der ersten Synchronfassung von Die Fraggles (1983–1987).
Einem breiteren Publikum wurde Plessner stimmlich durch ihre Synchronisation von Sissy Spacek in der titelgebenden Hauptrolle in Carrie – Des Satans jüngste Tochter (1976) bekannt. Daneben sprach sie Margaret Nelson als Sara in Picknick am Valentinstag (1975) und Lee Montgomery als David Rolf in Landhaus der toten Seelen (1976).
Neben Storeck wurde Sabine Plessner überwiegend von dem deutschen Schauspieler, Synchronsprecher und Synchronregisseur Werner Uschkurat besetzt. Seit Beginn der 80er Jahre arbeitete dieser bei diversen deutschen Synchronisationen des Weiteren aktiv mit ihr zusammen. In den Fernsehserien Lord Peter Wimsey – Mord braucht Reklame (1973) (deutsch 1981), Lord Peter Wimsey – Fünf falsche Fährten (1975) (deutsch 1981), Nero Wolf (1981) und Die Kartause von Parma (1982) schrieb Sabine Plessner das deutsche Dialogbuch während Uschkurat die Regie übernahm.

## Synchronisation (Auswahl)

### Filme
- 1971: Pippa Steel als Susan Pelley in Nur Vampire küssen blutig.
- 1973: Judi Bowker als Tupenny in Dr. Jekyll und Mr. Hyde.
- 1975: Christina Kokubo als Hanako in Yakuza.
- 1985: Megan Follows als Anne Shirley in Ein Zauberhaftes Mädchen.

### Fernsehserien
- 1983: Mare Winningham als Justine O'Neill in Die Dornenvögel.
- 1984: Judi Bowker als Georgina O'Donnell in Ellis Island – Straße der Freiheit.
- 1986: Ottavia Piccolo als Enrica Rasi in Mino.